# Bryconamericus agna
Bryconamericus agna är en fiskart som beskrevs av Maria De Las Mercedes Azpelicueta och Almirón 2001. Bryconamericus agna ingår i släktet Bryconamericus och familjen Characidae. Inga underarter finns listade.